# Dobrodružství Sarah Jane

Logo seriálu

Dobrodružství Sarah Jane (v anglickém originále The Sarah Jane Adventures) je britský televizní seriál vysílaný v letech 2007 až 2011. Pořad je spin-offem kultovního britského seriálu Pán času (v originále Doctor Who). Na rozdíl od Pána času se zaměřuje na mladší publikum. Seriál vytvořil Russell T. Davies a hlavní roli obsadila Elizabeth Sladenová, jakožto Sarah-Jane Smith, což je postava ze seriálu Pán času. Sarah byla společnicí třetího a čtvrtého Doktora, tedy za klasické éry seriálu, ovšem do seriálů se vrátila v roce 2006 v epizodě "School Reunion" a zahrála si pár dílů po boku desátého Doktora.
Seriál odstartoval v 60minutovém speciálu "Invaze Bane" 1. ledna 2007. Kompletní řada deseti 25 minutových epizod začala ale až 24. září 2007. Do roku 2011 bylo natočeno celkem pět sérií a byly plánovány další dvě, ale v průběhu vysílání páté série zemřela hlavní herečka Elizabeth Sladenová a tak BBC natáčení zrušila.
Program získal cenu Royal Television Society 2010 za nejlepší dětské drama.
V roce 2014 Česká televize oznámila zakoupení vysílacích práv seriálu, který byl vysílán na ČT :D v českém znění.